# Inga urceolata
Inga urceolata är en ärtväxtart som beskrevs av Nelson A. Zamora. Inga urceolata ingår i släktet Inga och familjen ärtväxter. Inga underarter finns listade i Catalogue of Life.